# Antonio Saca

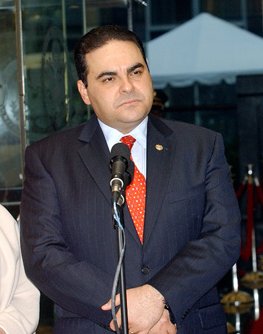
Elías Antonio Saca González

Elías Antonio Saca González (* 9. März 1965 in Usulután) ist ein salvadorianischer Medienunternehmer und Politiker. Er wurde am 21. März 2004 zum Präsidenten von El Salvador gewählt und hatte das Amt vom 1. Juni 2004 bis Ende Mai 2009 inne. Er gehört der rechtsgerichteten Partei ARENA an. Vor seiner politischen Karriere war er ein bekannter Fußballkommentator.

## Leben

### Herkunft und Arbeit als Sportjournalist
Saca wurde 1965 in Usulután geboren und zog Ende der 1970er Jahre in die Hauptstadt von El Salvador, San Salvador. Seine Eltern waren palästinensische Einwanderer und stammten ursprünglich aus Bethlehem. Er besuchte ab 1979 das Instituto Cultural Miguel de Cervantes und begann beim Rundfunk zu arbeiten. Seinen Abschluss machte er während dessen am Colegio Cristóbal Colón. Er verließ den Rundfunksender und wurde Sportredakteur anderer Radiosender. Später fand er eine Anstellung beim Fernsehen, wo er für über zwölf Jahre Sportdirektor war. Für seine Berichterstattung erhielt er mehrere Preise.

### Politische Laufbahn
Im Jahr 1987 gründete Saca Radio América, in dem er mehrere staatliche Radiostationen vereinte. In der Folgezeit leitete er diese Sender und im Jahr 1997 zog er in die Vereinigung der Radiosender von El Salvador ein, deren Präsident er in den folgenden vier Jahren wurde. Zudem wurde er zwei Mal zum Präsidenten eines Wirtschaftsverbandes gewählt, womit ihm der Einstieg in die Politik gelang. Bereits 1997 war er der rechtskonservativen Regierungspartei Alianza Republicana Nacionalista (ARENA) beigetreten. Bei den Präsidentschaftswahlen 2004 konnte sich Saca überraschend deutlich mit 57,7 % der Stimmen gegen Schafik Jorge Handal durchsetzen. Am 1. Juni 2004 trat er das Präsidentenamt an.

### Festnahme und Verurteilung
Am 30. Oktober 2016 wurde Saca zusammen mit sechs ranghohen früheren Regierungsbeamten festgenommen. Ihm wurden – neben anderen Delikten – Geldwäsche, Unterschlagung von 246 Millionen Dollar aus der Staatskasse sowie  die Bildung einer illegalen Vereinigung vorgeworfen. Im September 2018 wurde er von einem Gericht der Veruntreuung und Geldwäsche schuldig befunden und zu einer zehnjährige Haftstrafe verurteilt.
Wegen gleicher Taten wurden Anfang Juni 2021 auch seine Frau Ana Ligia Saca und ihr Bruder ebenfalls zu je zehn Jahren verurteilt.